# Krajská soutěž – Karlovy Vary 1951
Krajská soutěž – Karlovy Vary 1951 byla po zrušení Celostátního československého mistrovství II jednou z 21 skupin 2. nejvyšší fotbalové soutěže v Československu. V soutěži se utkalo 10 týmů každý s každým dvoukolovým systémem jaro-podzim. 

## Konečná tabulka
| Poř. | Tým                      | Z  | V  | R | P  | VG | OG | B  |
| ---- | ------------------------ | -- | -- | - | -- | -- | -- | -- |
| 1.   | ZTS Sokol HDB Sokolov    | 18 | 13 | 4 | 1  | 67 | 22 | 30 |
| 2.   | SK Slavia Karlovy Vary   | 18 | 11 | 5 | 2  | 65 | 18 | 27 |
| 3.   | ESKA Cheb                | 18 | 8  | 7 | 3  | 52 | 31 | 23 |
| 4.   | Likos Chodov             | 18 | 6  | 6 | 6  | 33 | 41 | 18 |
| 5.   | Chemička Sokolov         | 18 | 7  | 3 | 8  | 43 | 38 | 17 |
| 6.   | NČV Nejdek               | 18 | 7  | 2 | 9  | 39 | 41 | 16 |
| 7.   | SKP Mariánské Lázně      | 18 | 7  | 2 | 9  | 30 | 39 | 16 |
| 8.   | Textil Aš                | 18 | 5  | 3 | 10 | 28 | 56 | 13 |
| 9.   | Sokol Klášterec nad Ohří | 18 | 3  | 5 | 10 | 24 | 46 | 11 |
| 10.  | Osvobození Karlovy Vary  | 18 | 3  | 3 | 12 | 20 | 55 | 9  |

Poznámky:
- Z = Odehrané zápasy; V = Vítězství; R = Remízy; P = Prohry; VG = Vstřelené góly; OG = Obdržené góly; B = Body;